# 城北中央公園
城北中央公園（じょうほくちゅうおうこうえん）は、東京都練馬区から板橋区にかけて広がる都立公園。城北地区最大の総合公園であり、運動場・テニス場などのスポーツ施設がある。城北地区住民の憩いの場、また運動の場となっている。

## 概略
当地は、戦時中策定された防空緑地（空襲被害の拡大を防ぐために設置された緑地）の一つであり、戦後そのまま公園として整備され、陸上競技場、野球場、テニス場など、特にスポーツ施設を充実させた総合レクリエーション公園になった。
一時期、敷地の一部が立教学院の総合グラウンドであったため、現在もスポーツ施設が充実している。
また、当公園内では古代の遺跡（茂呂遺跡や栗原遺跡）も発掘され、奈良時代の竪穴建物が復元されている。
多摩動物公園はコアラのエサとして国内6カ所でユーカリを栽培しているが、当公園もその一つ。園内で9種類のユーカリが栽培されている。

## 公園概要
- 所在地 東京都板橋区桜川1丁目、小茂根5丁目、練馬区氷川台1丁目、羽沢3丁目
- 開園面積 258,915.20平方メートル（令和5年4月1日現在）

## 歴史

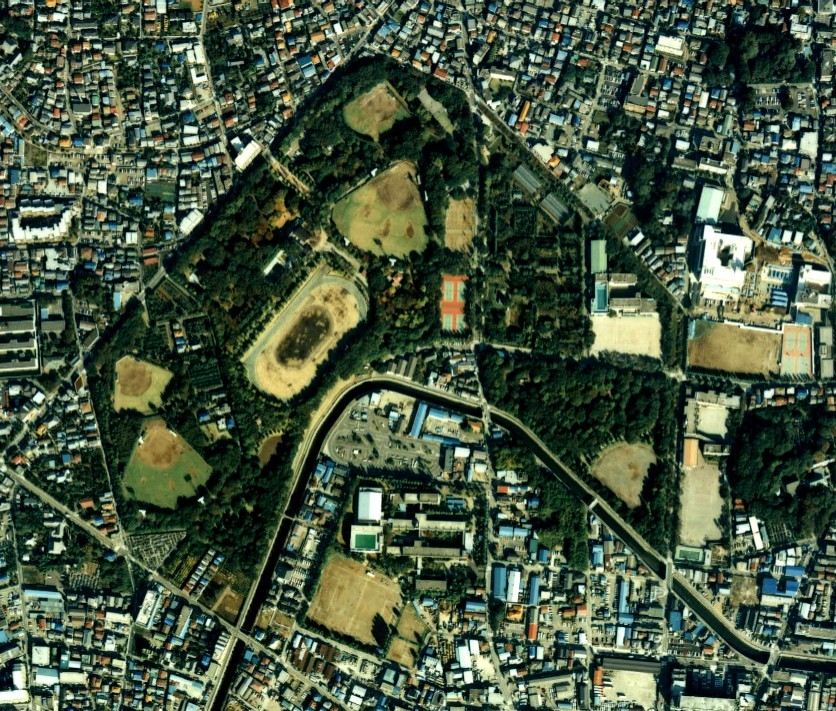
上空から見た城北中央公園の様子。1989年度撮影。写真下方の河川は石神井川。

- 1942年（昭和17年） - 防空緑地として整備される。
- 1955年（昭和30年） - 東京都から立教学院に土地の貸出が行われ、立教学院総合グラウンドの建設開始。その際、石器や縄文土器、弥生時代から平安時代の竪穴建物跡が発掘される。
- 1956年11月13日（昭和31年） - 立教学院総合グラウンド「セントポール・グリーンハイツ」竣工[1]。
- 1957年（昭和32年）4月1日 - 公園として整備される。当初の名は、上板橋緑地。
- 1968年（昭和43年） - 東京都が「公共用地を一事業体に占用させることはできない」という方針を示し、立教学院に土地の返還要請。
- 1970年（昭和45年） - 立教学院から東京都に土地が返還される。上板橋緑地と立教学院総合グラウンドの敷地を合わせ、名称を「東京都立城北中央公園」とする。
- 1983年（昭和58年） - コアラがオーストラリアから初来日（1984年）するにあたり、エサとなるユーカリの栽培を開始[2]。
- 2005年（平成17年）6月25日 - ドッグランオープン。
- 2006年（平成18年）4月1日 この日以降、指定管理者制度により財団法人東京都公園協会の管理となる（2011年（平成23年）3月31日まで）。
- 2007年（平成19年）11月24日 - 第1回城北中央公園環境まつり開催。

## 主な施設
- 野球場（軟式野球2面）
- 小野球場（ソフトボール・少年軟式野球2面）
- テニスコート（ハード4面、クレイ4面、人工芝1面）
- 陸上競技場
- ゲートボール場（2箇所）
- 児童公園
- こども広場
- けやき広場
- 都民の森
- ドッグラン
- 屋外プール（1999年をもって休止）
- 茂呂遺跡、栗原遺跡などの遺跡
- 板橋区立上板橋体育館（隣接）
- 石神井川（近接）
- 御嶽神社 - 嘉永7年（1854年）銘の狼型狛犬がある。

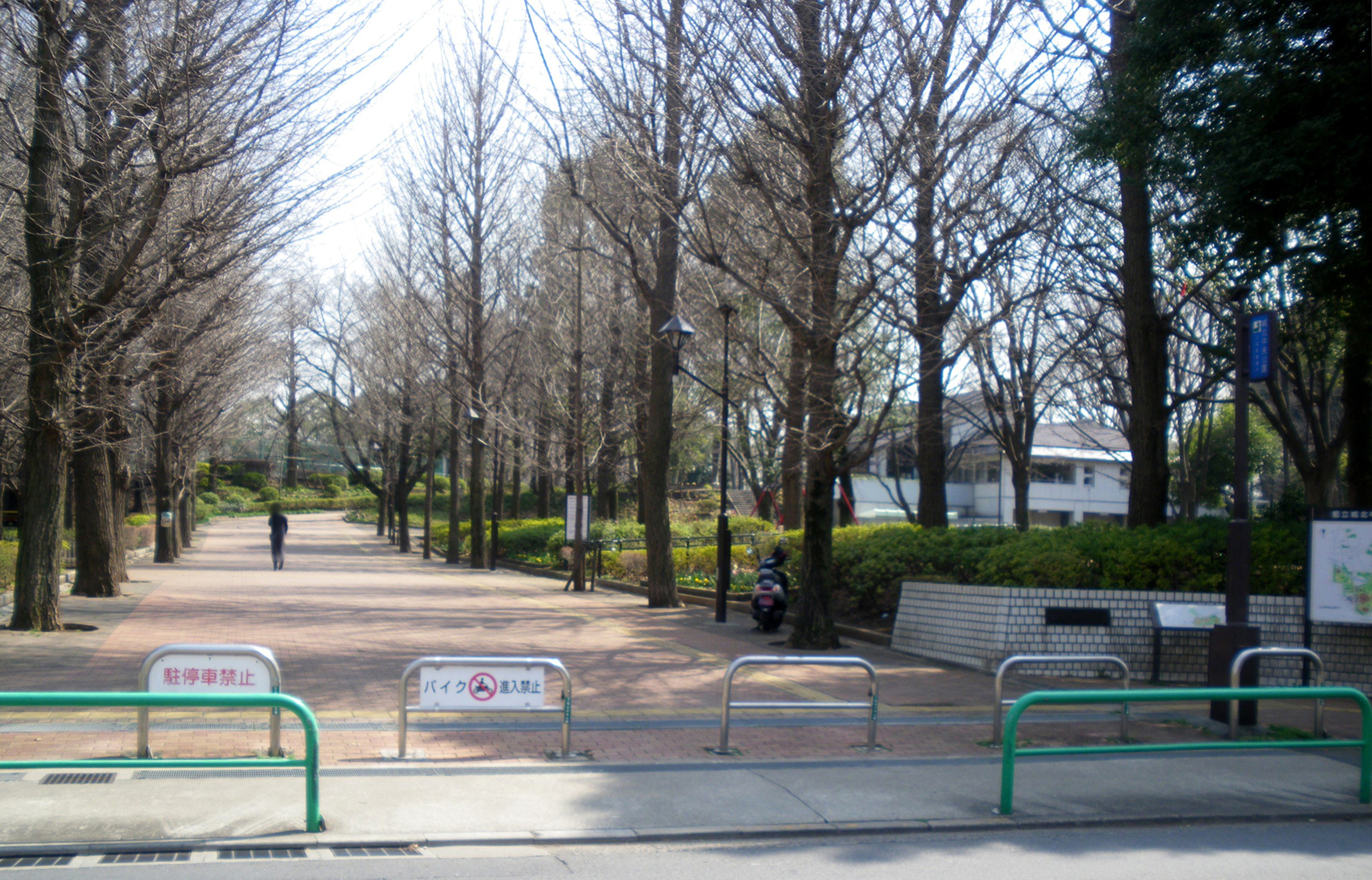
城北中央公園入口
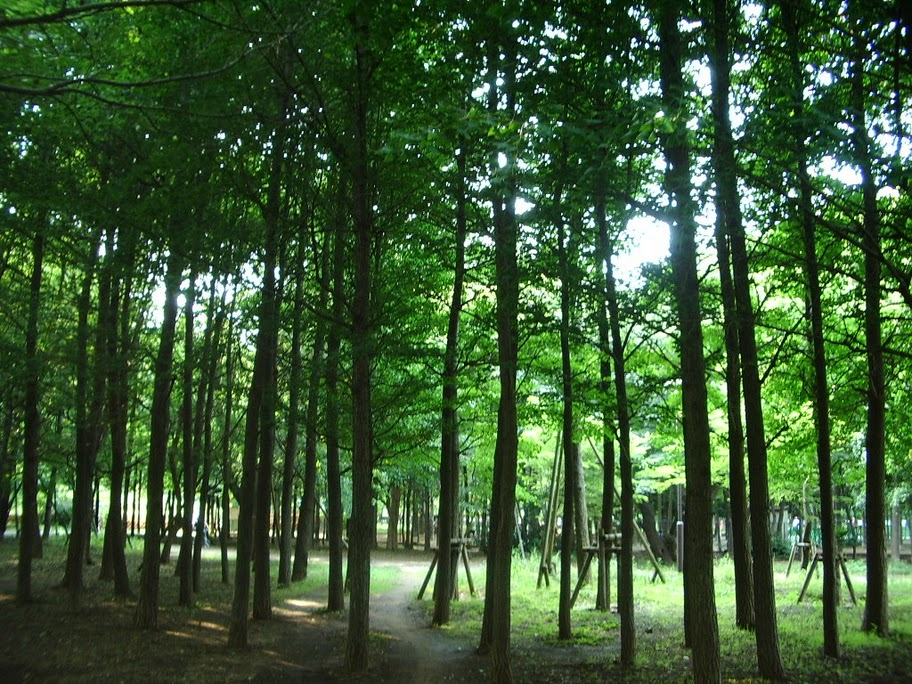
園内には9,200本の樹木がある
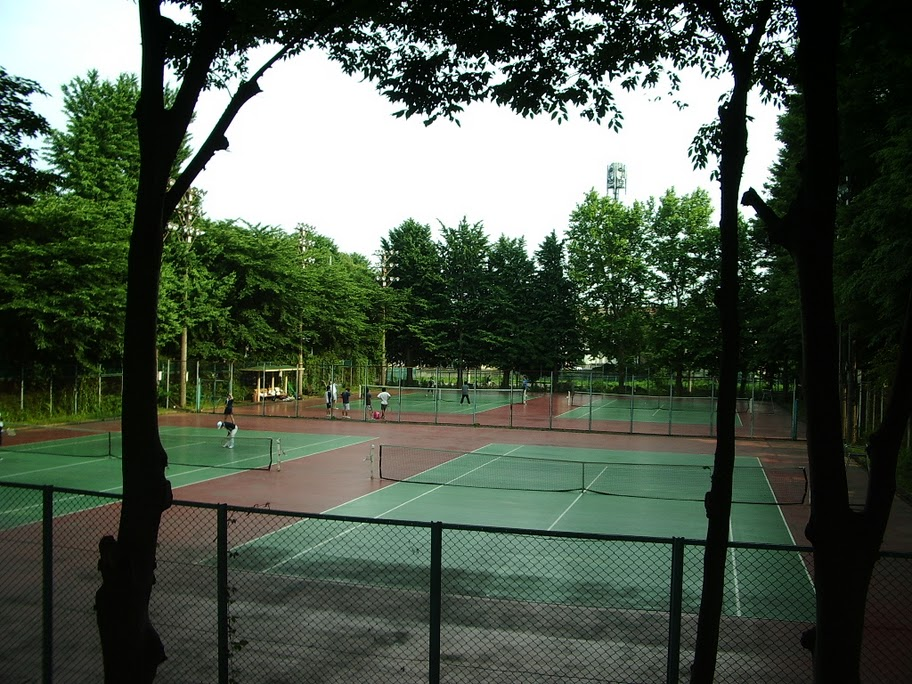
テニスコート
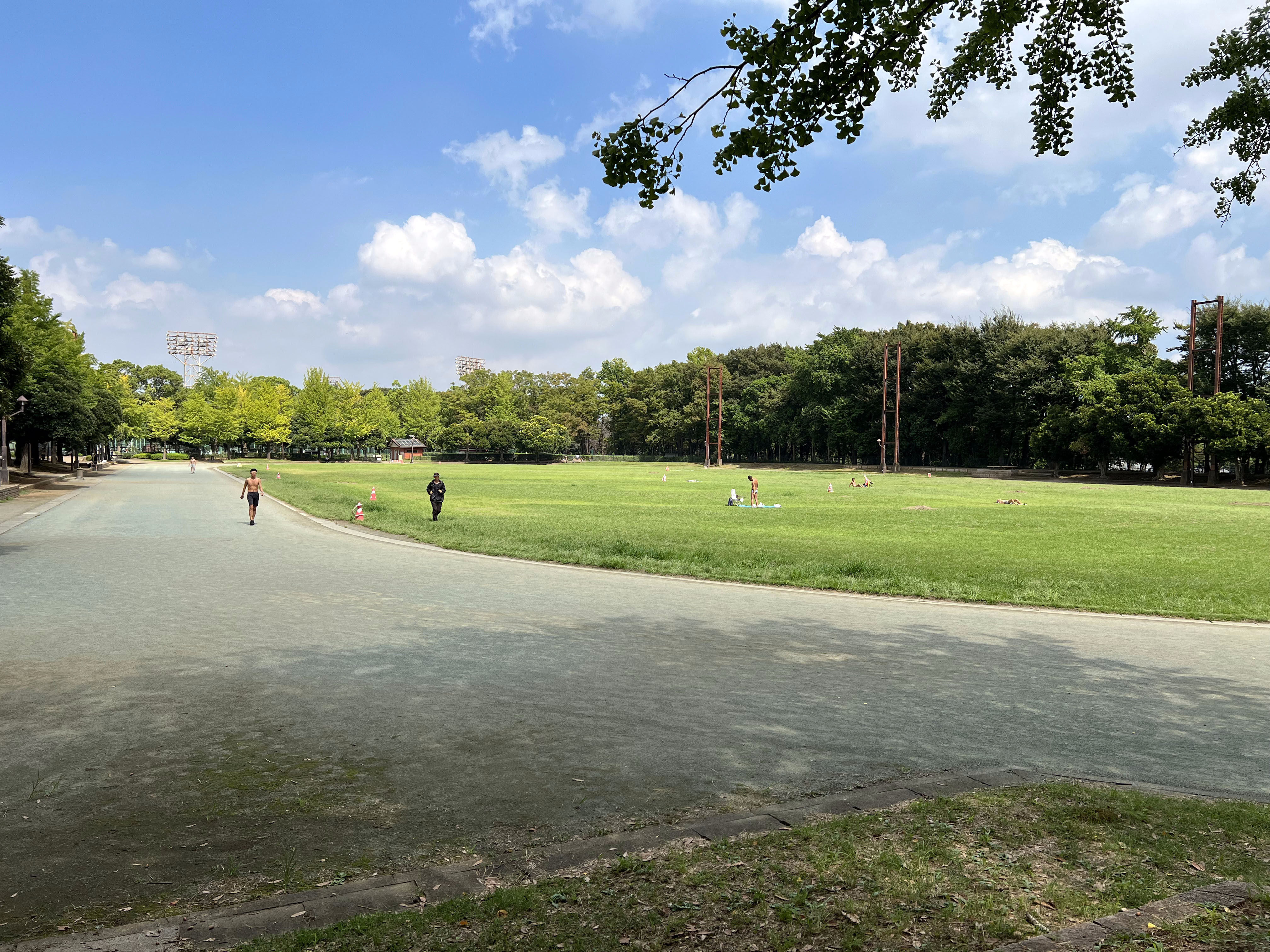
陸上競技場
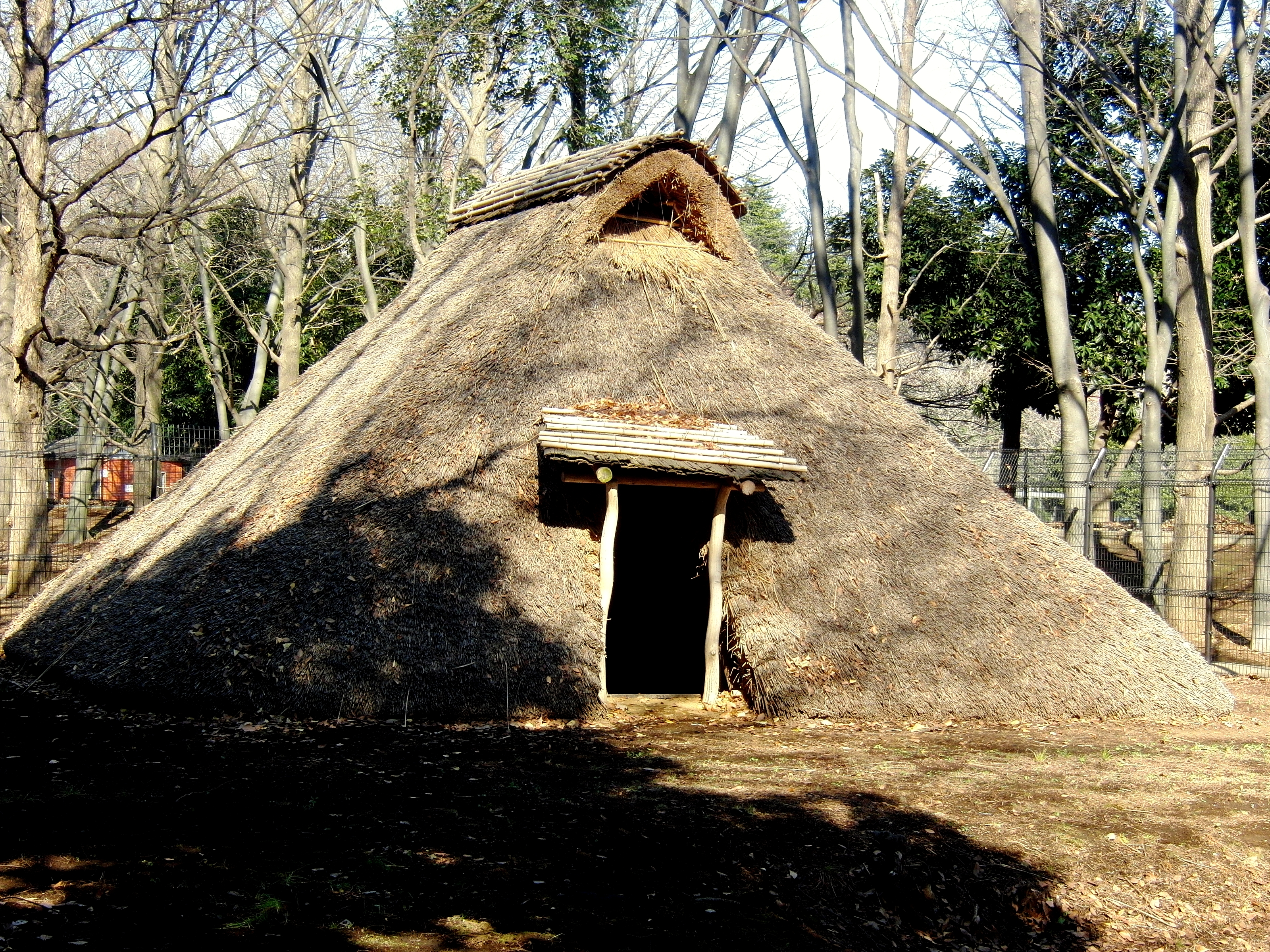
園内にある栗原遺跡の竪穴建物跡（復元）
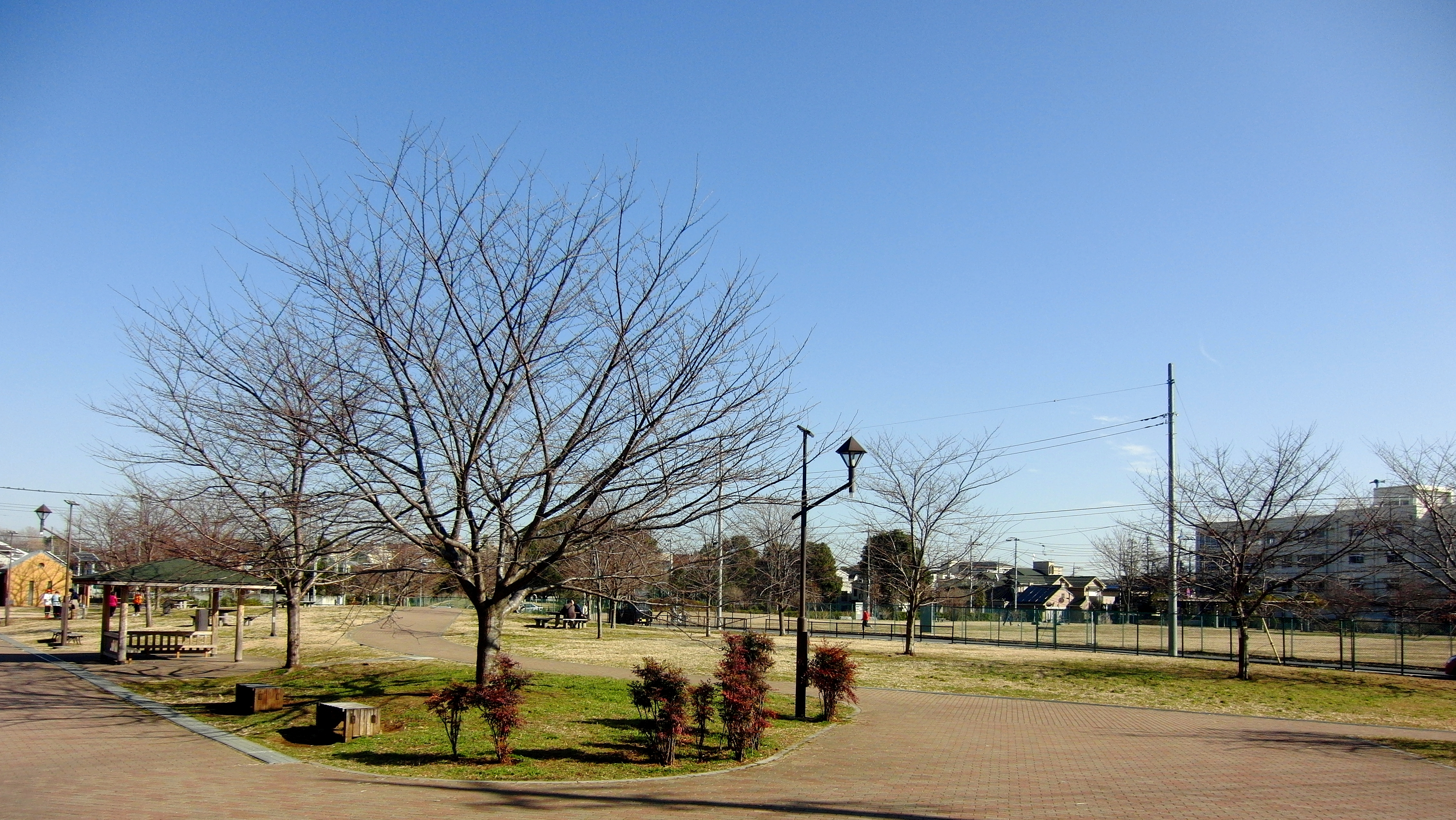
ミモザ広場、クローバー広場
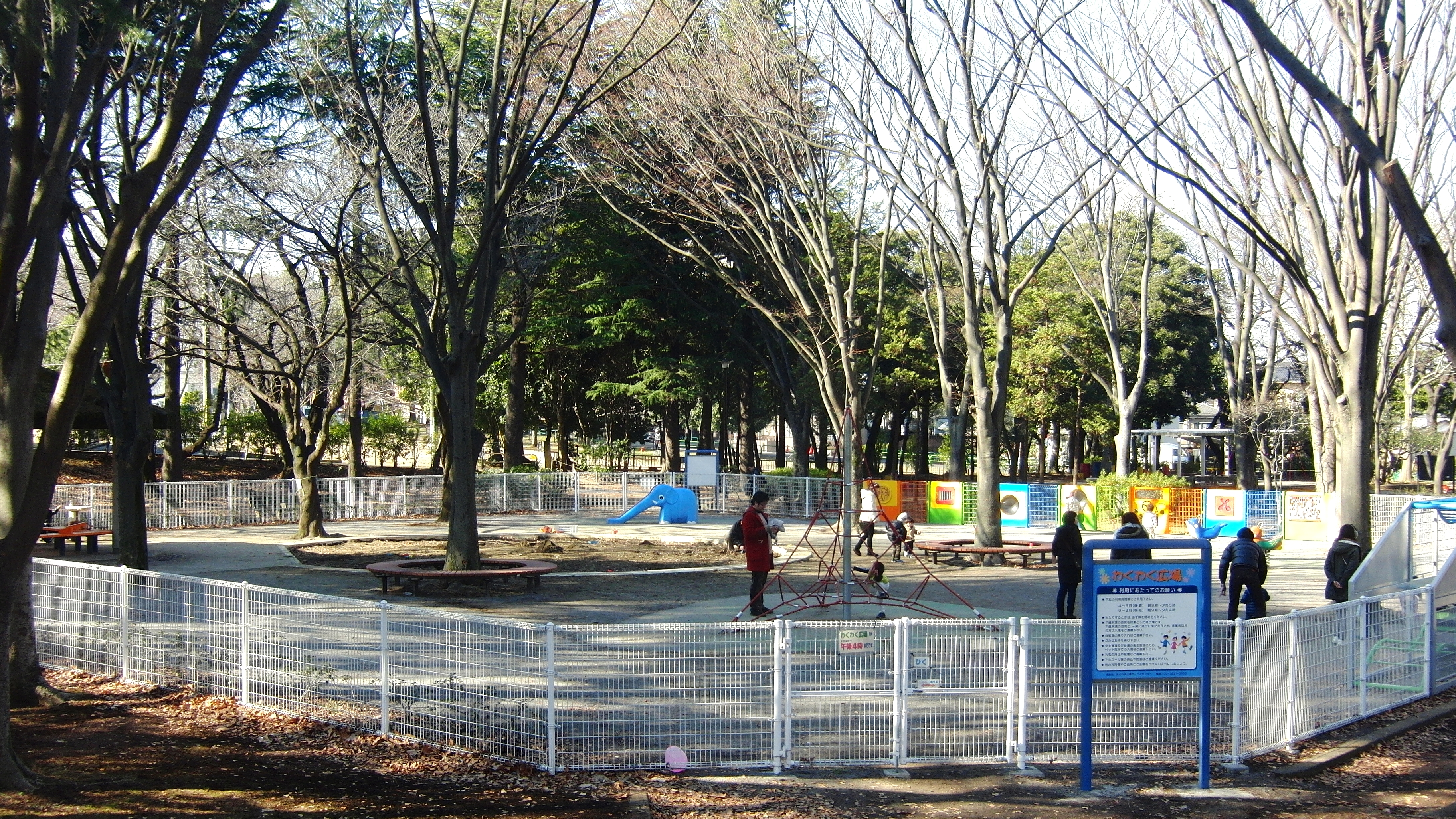
わくわく広場
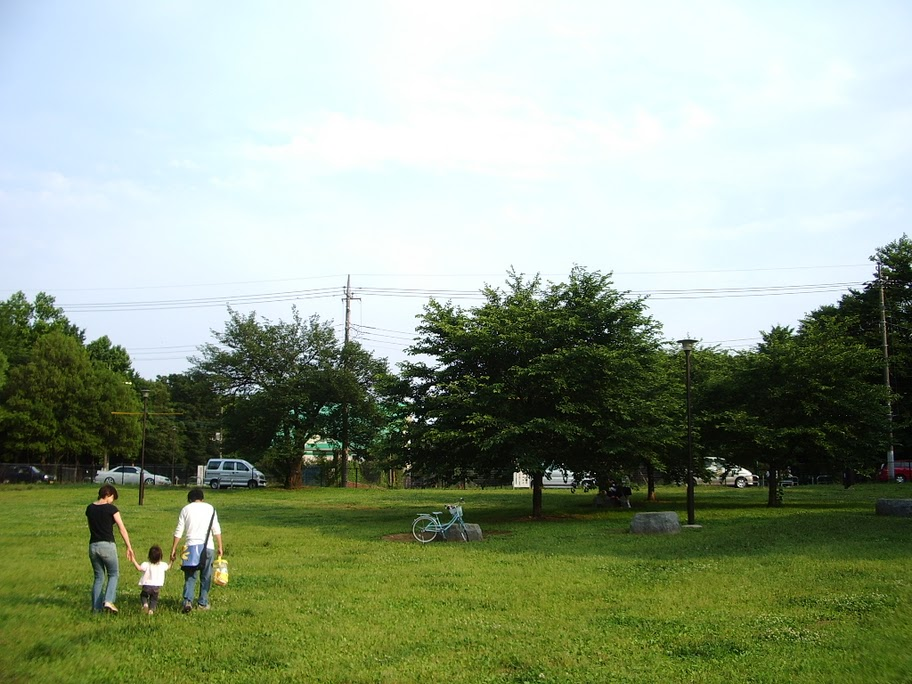
東西2ヶ所に児童公園がある
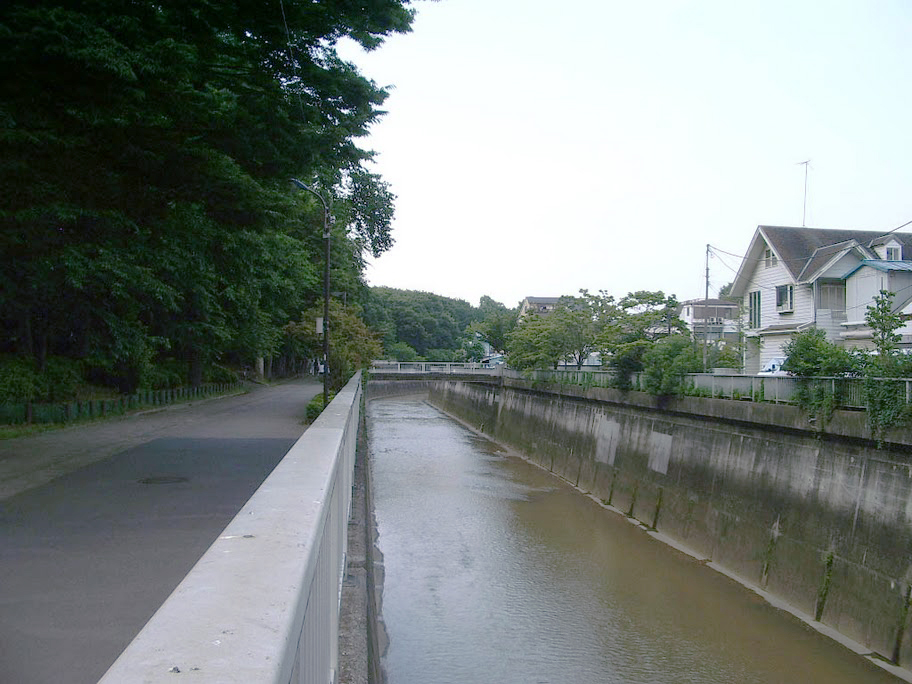
公園の南側を流れる石神井川

## 整備計画
- 都市計画名称：東京都市計画第6・5・15号上板橋公園
- 都市計画決定
  - 昭和32年12月21日 建設省告示第1689号（当初）
  - 昭和51年7月13日 東京都告示第686号（最終）

1957年（昭和32年）4月1日の開園以来、用地取得および拡張整備が進められており、開園時は13.2haだった開園面積は2023年（令和5年）4月時点で25.9haまで拡大している。
現在、敷地は石神井川北側を主とし、一部、石神井川南側にあるが、さらに石神井川南側部分の小茂根五丁目全域の住宅地の土地を収用し拡張する予定。板橋区立茂呂山公園も取り込み、東京都立大山高等学校と練馬区立開進第四中学校を取り囲む形状となり、面積は約43.6haまで広がる。

### 城北中央公園調節池
2010年代半ばより大山高校と石神井川を挟んだエリアの住宅地の土地収用が始まり、城北中央公園調節池の第1期が2018年1月に着工され2024年完成予定で公園と一体で整備が行われている。第1期の北部に第2期の調節池拡張が計画されている。

## アクセスなど
- 東武東上線上板橋駅より徒歩20分
- 東京メトロ有楽町線・副都心線氷川台駅より徒歩15分
- 常時開園。入園料無料。ただし、スポーツ施設の利用は日中のみ（有料のものもあり）。予約が必要な場合があるので、事前に問い合わせのこと。